# 大潭峽懲教所
大潭峽懲教所（英語：Tai Tam Gap Correctional Institution），是香港懲教署轄下的一所低度設防的懲教所，位於香港島東區柴灣大潭峽石澳道110號，即石澳道與歌連臣角道交界，歌連臣角火葬場和香港佛教墳場的旁邊。該所於1980年投入服務，在2008年一度關閉並改為勵志更生中心，其後因院所互調而在2014年重新啟用，至2018年在資源調配下再次關閉。2021年1月，時任保安局局長，後來成為行政長官的李家超表示因應免遣返聲請問題，政府已為大潭峽懲教所翻新，並於同年5月22日重新啟用，接收在《入境條例》下被羈留的人士，分擔青山灣入境事務中心的職能。

## 歷史
該所於1980年5月1日投入服務以收容年輕女犯。它在歌連臣角火葬場和香港佛教墳場的旁邊，十分接近港島林道的港島東區和港島南區區界，而它剛好在區界的北面，所以是屬於東區。1999年3月3日，經香港賽馬會慈善信託基金資助319萬港元，加建全港首個親子中心，方便犯人與來到訪的親屬一同活動。2005年1月20日，懲教署重組女性懲教院所，將原設在大嶼山芝麻灣懲教所內的芝蘭更生中心遷到大潭峽懲教所內。
因應女性懲教院所的擠迫情況，懲教署在2008年5月28日進行院所互調及重組計劃，並關閉該所和遷移芝蘭更生中心，同時安排兩院所女犯遷到已改建完成的下葵涌荔景勵敬懲教所。另一方面，署方安排勵志更生中心從大嶼山石壁沙咀勞教中心遷入大潭峽懲教所的原址，把內裡原本為女犯使用的工場，改建為男性職業訓練設施，改建工程在2009年5月25日完成，正式收容對14至20歲需短期留宿的少年男犯。
勵志更生中心可提供160個名額，但日均收容率在2012年只達約三分之一，所以保安局到2014年1月向立法會建議將該中心用地和沙咀懲教所部分用地對調，意味石澳道的設施會變回懲教所用途，而勵志更生中心會遷回石壁。這個提議在同年3月26日落實，勵志更生中心再次更名為大潭峽懲教所。2018年6月6日，懲教署進行資源調配，將大潭峽懲教所的犯人調至西貢區壁屋懲教所，大潭峽懲教所再次關閉。
2021年5月22日，大潭峽懲教所以香港首間「智慧監獄」之姿態重新啟用。新的閉路電視能24小時監察在囚人士在囚倉內的活動，系統又能同時偵測在囚人士發生如上吊自殺、撞牆、互相打鬥、非法攀爬、遮蔽鏡頭，以及身體異常的行為；當系統發現異常狀況，便會響起警號，通知懲教署人員處理。閉路電視監察範圍包括囚倉內的廁所位置，惟系統會自動將在囚人士的私處位置「打格」，系統亦經過特別設計，「打格」位置並不能還原或「除格」，而閉路電視片段一般會保留31天，以保障在囚人士的私隱。

## 事件
- 2017年12月3日，大潭峽懲教所16名犯人在飯堂內集體打鬥，懲教署人員見狀立即阻止，最終有7名犯人受傷。職員之後搜查囚倉以防範有人繼續收藏武器，又將事件交予警方調查。[21]
- 2018年2月18日，一輛貼有中華人民共和國公安部徽章和「公安巡防」字樣的黑色車停泊在大潭峽懲教所停車場，被途徑那裡的一名市民發現並質疑那車属于内地公安，於是向壹週刊報料。經壹週刊查證後，懲教署證實該車車主是該懲教所一名職員，而那名職員亦回應指上述標貼僅為裝飾。[22]
- 2022年2月18日，《香港01》報道，大潭峽懲教所總懲教主任吳廷偉要求下屬出席1月27日在職員宿舍飯堂舉辦的升職宴會，當日現場有逾20人出席，從晚上九時至凌晨二時，期間有打麻將，還有眾人圍觀，疑違反限聚令。當時香港正值第五波疫情爆發期間，港府多次呼籲市民減少聚會，而懲教署也多次提醒管理層及職員，嚴格遵守防疫及限聚令規定。事發後懲教署長胡英明震怒，懷疑有人「帶頭搞破壞」，懲教署向傳媒表示已將事件轉交警方跟進，並將涉事高級官員停職調查。[23]

## 鄰近
- 歌連臣角火葬場
- 香港佛教墳場
- 歌連臣角回教墳場及柴灣清真寺
- 西灣國殤紀念墳場
- 柴灣歌連臣角天主教聖十字架墳場
- 大潭峽
- 大潭郊野公園
- 石澳郊野公園

## 外部連結
大潭峽懲教所 （页面存档备份，存于）